# 蛋黃醬

攪拌機中的美乃滋與原料，後方開始順時鐘分別是：芥菜仔油（黃色）、芥末、胡椒、辣椒粉、檸檬、蛋、鹽、橄欖油、蘋果醋（紅色）

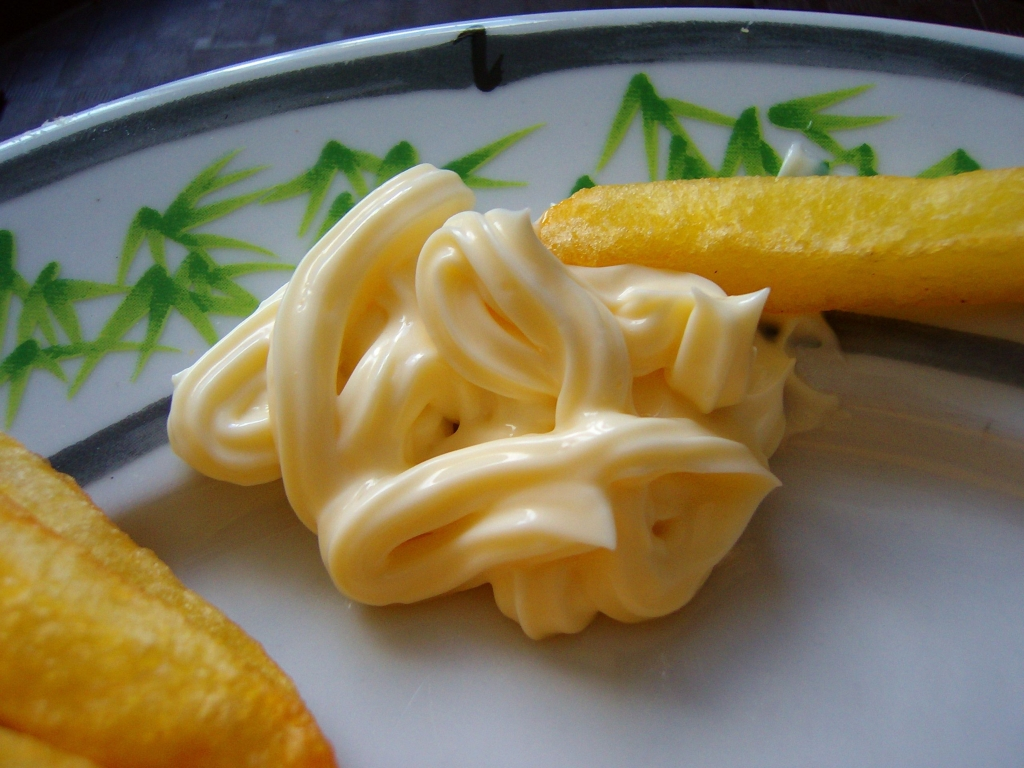
美乃滋成品

美乃滋（法語：Mayonnaise）是一種主要由植物油、蛋、檸檬汁或醋，以及其他調味料所製成的濃稠半固體調味醬。一般分為只用蛋黃與使用全蛋的兩種作法。美乃滋是沙拉醬的一種，但並非所有沙拉醬都是美乃滋。
美乃滋常用于沙拉、三明治等料理，別稱為沙拉、沙拉醬。嘉義白雪食品(佳味珍)販售的沙拉醬別稱為白醋，“白”意指白砂糖或蛋白，再加上原材料中的醋合稱為白醋。透過添加不同的原料，可以變化出蜂蜜芥末醬、千島醬、水果沙拉醬、凱薩沙拉醬、塔塔醬等不同口味醬料。
一般市面販售的美乃滋可能添加玉米糖膠或是麥芽糊精等黏稠劑，並加入鹽和糖防止腐敗。美乃滋中的醋可以降低pH值，抑制沙門氏菌屬、大腸桿菌生長，依中華民國國家標準規定，美乃滋的pH值必須保持在3.5以下。此外為了抑制黴菌與酵母菌生長會添加山梨酸鉀作為防腐劑，以及乙烯二胺四醋酸二鈉鈣防止油脂氧化、食品褐變。
若是自行製作美乃滋，需要注意原材料的衛生及製作環境、器具的清潔。製作好的美乃滋在密封狀態下太約可以冷藏保存5天，若有加入含水分的生鮮材料，大概可以冷藏保存3天。